# Puerto de Bilbao
El puerto de Bilbao es un puerto marítimo español, situado en el norte de la península ibérica, que se ubica en la desembocadura de la ría del Nervión con el mar Cantábrico. Pertenece a la provincia marítima de Bilbao y es el puerto más importante del norte de España, además de ser el cuarto a nivel nacional.
El puerto está administrado por la Autoridad Portuaria de Bilbao, que es una de las 28 Autoridades Portuarias pertenecientes al organismo estatal dependiente del Ministerio de Fomento, Puertos del Estado.

## El Abra Exterior
- Actividades y usos:[2] ,, , , , ,  y

En sus orígenes, el puerto se ubicaba en las riberas superiores de la ría, junto a la villa de Bilbao donde se mantuvo hasta la década de los 80 del siglo XX. En la actualidad el puerto de Bilbao ubica la mayoría de sus instalaciones en la parte inferior de la ría, en lo que se conoce como el El Abra Exterior, en terrenos de Santurce, Ciérvana y Guecho.
Con un calado de hasta 32 m sus instalaciones constan de las siguientes características:
- 372 hectáreas de superficie terrestre.
- 1972 hectáreas de superficie de flotación.
- 17 kilómetros de muelles.
- 250 hectáreas de superficie de almacenamiento.
- 370 000 metros cuadrados de superficie de almacenamiento cubierto.
- 27 000 m² de depósitos francos.
- 23 800 m³ de almacenes frigoríficos.
- 10 grúas portacontenedores de 32 a 65 toneladas.
- 16 grúas trastainer de 32 a 40 toneladas.
- 47 grúas de pórtico de 6 a 35 toneladas.
- 7 grúas puente de 28 a 35 toneladas.
- 2 cargadores continuos.
- 8 rampas ro-ro.
- Instalaciones especiales de carga y descarga.
- Terminales de mercancía general, contenedores, ro-ro, graneles sólidos, graneles líquidos, hortofrutícola y automóviles.
- Terminal TECO y estación de formación de trenes.
- Conexión con la red ferroviaria nacional desde los muelles.
- Conexión directa con la rede nacional de autopistas y autovías.
- Terminal de viajeros (utilizada por Brittany Ferries para unir Bilbao con Rosslare, Irlanda, y Portsmouth, Reino Unido)

## Historia

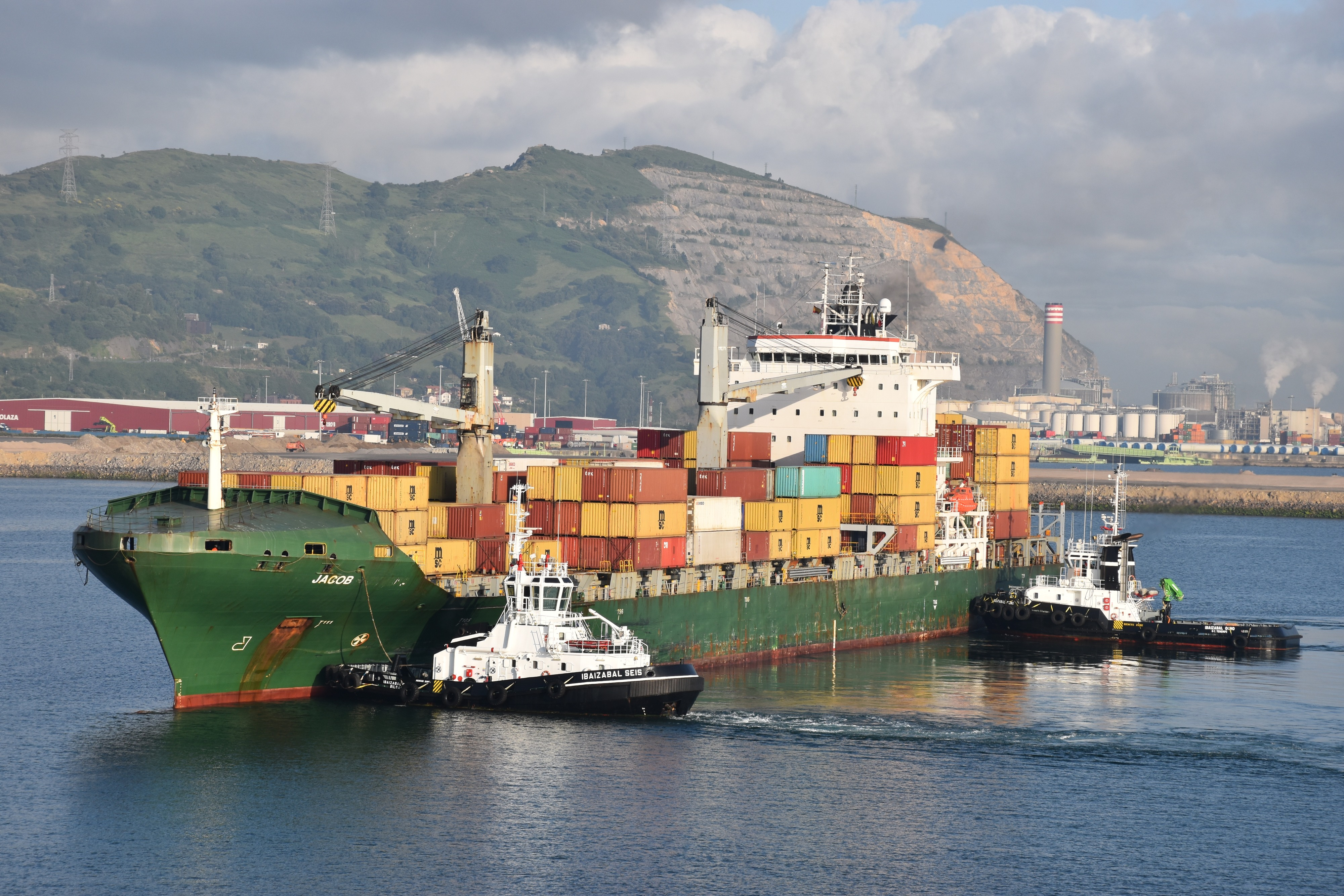
Buque portacontenedores llegando al Abra Exterior

Bandera Marítima de la provincia marítima de Bilbao.

### Orígenes
Su fundación se remonta a más de 700 años atrás, aunque por la situación y cualidades de la ubicación no es descartable suponer que pudiera ser utilizado en épocas anteriores.
La fundación de la villa de Bilbao es posterior a la del puerto de Bilbao, como se demuestra en la propia Carta Puebla fechada en 1300. Los barcos llegaban hasta la iglesia de San Antón, justo a la entrada de las murallas que protegían, y delimitaban, al asentamiento. Era la salida de las mercancías de la meseta castellana y del Valle del Ebro.
La riqueza minera de las tierras que rodean Bilbao obligó a realizar obras para aumentar el calado y así hacer llegar a grandes barcos hasta los cargaderos de mineral. La revolución industrial trajo consigo el establecimiento de empresas siderúrgicas en los márgenes de la ría, empresas que precisaban de cargar su producción en grandes buques. 

### LaZamacolada
En 1804 el diputado Simón Bernardo Zamácola presentó el proyecto de un puerto alternativo al de la villa de Bilbao, que entonces se situaba a la altura de la iglesia de San Antón y prácticamente monopolizaba el comercio en perjuicio de las poblaciones vecinas (entonces independientes de Bilbao) enfrentando a la villa con ellas y con la autoridad del Señorío de Vizcaya. Este nuevo puerto que proponía Zamácola, llamado puerto de la Paz se situaría en Abando. En las negociaciones con el gobierno central para hacer realidad el proyecto se planteó como contraprestación la ejecución de un plan de servicio militar que socavaba lo dispuesto en los fueros de Vizcaya en esa materia. Esto dio lugar a una revuelta popular conocida como zamacolada, considerada como la última machinada. La población obligó a que se reunieran de nuevo las Juntas y se derogara el decreto de acuerdo sobre el servicio militar, lo que provocó, entre otras cosas, que el puerto de la Paz no llegara a construirse.

### Etapa contemporánea
En 1877 Evaristo de Churruca y Brunet se hizo cargo de las obras de construcción del puerto exterior de Bilbao y de la canalización del río Nervión. En 1887 la Junta de Obras del Puerto realizó la construcción del muelle de hierro en Portugalete, mejorando ostensiblemente el tráfico de buques por la ría. Al abrigo del dique de Santurce y el contramuelle de Algorta, realizados en 1902, nació el Puerto Exterior, que sería fundamental para el futuro del puerto de Bilbao. La obra del puerto se terminó en 1904.
En la última mitad del siglo XX se conformó el entramado de muelles que constituyen el Puerto Exterior y que hacen del puerto de Bilbao uno de los más importantes del continente. Quedaron completadas las instalaciones en 1984. En 1972 se comenzaron las obras de lo que sería el Superpuerto, cerrando el abra exterior con el dique de Punta Lucero y comenzando el inacabado de punta Galea. Estos se complementan con terminales para productos petrolíferos y dan servicio a la cercana refinería de Petronor. En medio de la crisis de la industria convencional, de la metalurgia, del agotamiento de las minas y del hundimiento de las astilleros, el puerto de Bilbao plantea su futuro apostando por crecer en la actividad comercial y para ello aumenta las superficies de  agua abrigada, longitud de muelles de atraque con calados adecuados y grandes superficies terrestres que permitan llevar a cabo operaciones de manipulación con altos rendimientos. 
En 1993 comienzan las obras que en 1998 dan por finalizadas la primera fase con el resultado de un incrementó la superficie terrestre en 150 ha, casi un km de línea de atraque y un calado de 20 m. Sin parón alguno, en 1999 se da comienzo a la segunda fase que finalizaría en 2002 con dos nuevos muelles, Muelle A2 y Muelle de Punta Sollana. En el 2003 se finaliza el A2 y en el 2005 los A· y AZ1. La expansión de la actividad portuaria a la desembocadura de la ría ha dejado libres los terrenos ocupados en el corazón de la ciudad lo cual ha permitido la regeneración urbana de Bilbao. La construcción de la nueva terminal de transatlánticos en Guecho y la instalación de importantes industrias, como centrales generadoras de electricidad de ciclo combinado o plantas regasificadoras, han hecho que el puerto siga creciendo año tras año.
Entre 1991 y 2011 se abre una dársena de 5 km² y se crean 6 muelles comerciales con una superficie de 285 ha, previéndose la ampliación de otras 29. La inversión realizada es de 2480 millones de euros de los cuales 680 millones son de inversión pública y 1800 de inversión privada.

## Puentes del Puerto
El puerto original se ubicaba en las riberas superiores de la ría, junto a la villa de Bilbao donde se mantuvo hasta la década de los 80 del siglo XX. En sus muelles se instalaron astilleros tan importantes como Astilleros Euskalduna y navieras como la Naviera Aznar. Esta ubicación obligó a que los puentes que daban continuación a la ciudad en ambas orillas de ría permitieran pasar barcos de gran tonelaje y envergadura. Por ello se realizaron obras como el Puente Colgante, trasbordador que cruza la ría entre Portugalete y Guecho o los de Deusto y el Ayuntamiento que son, o eran, capaces de elevar sus tableros. Desde la construcción del Puente Euskalduna, situado a la altura de los antiguos astilleros, ya no pueden subir ese tipo de barcos hasta los muelles superiores, los del Arenal y Uribitarte.